# Acranthera didymocarpa
Acranthera didymocarpa är en måreväxtart som först beskrevs av Henry Nicholas Ridley, och fick sitt nu gällande namn av Khoon Meng Wong. Acranthera didymocarpa ingår i släktet Acranthera och familjen måreväxter. Inga underarter finns listade i Catalogue of Life.